# Zhuge Liang

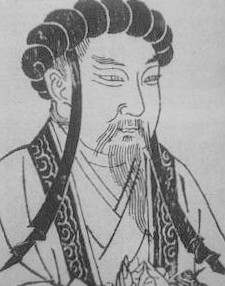
Zhuge Liang

Zhuge Liang (Chinees: 諸葛亮) (181 - 234) was een Chinees strateeg en eerste minister van Shu-Han. Hij was de broer van Zhuge Jin en Zhuge Jun. Zhuge Liang is afgebeeld in de Wu Shuang Pu geschreven door Jin Guliang.

## De drie bezoeken
Vóór hij zich bij Liu Bei en zijn broeders aansloot, leefde Zhuge Liang in een afgelegen huis op het platteland. Liu Bei zocht hem volgens de overlevering tweemaal op maar de wijze was niet thuis. Pas bij zijn derde bezoek had Liu Bei geluk.

## De Drie Koninkrijken-strategie
Zhuge Liang vertelde hem, dat als hij de Han-dynastie wilde herstellen, hij zijn eigen koninkrijk moest opzetten in westelijk China. Bovendien moest hij een verbond sluiten met Wu om Cao Cao te kunnen verslaan. Daarna was het plan het verbond te verbreken en Wu ook te onderwerpen. Op deze manier zou China weer verenigd kunnen worden onder de Han.
Vanaf dat moment was Zhuge Liang Liu Bei's adviseur.

## De slag bij de Rode Muur
In 207 wilde Cao Cao Liu Bei tegenhouden voordat hij een bedreiging tot zijn macht werd. Liu Bei en zijn volgelingen vluchtten naar het zuiden om een verbond te sluiten met Wu. Zhuge Liang ging als boodschapper vooruit om Sun Quan te overtuigen samen met Liu Bei Cao Cao tegen te houden. Sun Quan wist niet of hij oorlog wilde of zich overgeven. Uiteindelijk hakte hij de knoop door en besloot ten strijde te trekken.
In 208 vond de Slag bij de Rode Muur plaats, die de bondgenoten wonnen dankzij de tactieken van Zhuge Liang en Zhou Yu.

## Het 'lenen' van Jing
Na de Slag bij de Rode Muur trok Cao Cao zich terug naar het noorden, wat de bondgenoten de kans gaf om de provincie Jing te veroveren op de vijand. Wu zag dit als hun 'beloning' voor de overwinning en claimden de provincie voor hun opkomende rijk. Zhuge Liang had echter andere plannen: met een bliksemsnelle aanval kreeg hij de belangrijkste plaatsen in handen voor zijn meester Liu Bei. Vooral Zhou Yu was hier woedend over, maar uiteindelijk werd afgesproken dat Liu Bei Jing zo lang mocht 'lenen', maar het terug moest geven zodra hij westelijk China veroverd zou hebben.

## De verovering van Shu
Later toen Shu (het gebied in westelijk China, vernoemd naar de oude staat Shu) veroverd was, drong Wu aan op het teruggeven van Jing, maar dat deed Zhuge-Liang natuurlijk niet.

## Zhuge Liang's campagne tegen Wei
Toen Shu-Han gesticht was, voerde Zhuge Liang zes invasies aan tegen Wei, maar kreeg daarbij weerstand van zijn rivaal Sima Yi. Zhuge Liang stierf in 234, tijdens de Slag om het Wuzhangveld.
- Bibsys: 1470399608578
- Biblioteca Nacional de España: XX5248450
- Bibliothèque nationale de France: cb146442154 (data)
- CiNii: DA12466445
- Gemeinsame Normdatei: 104238488
- International Standard Name Identifier: 0000 0001 1085 5510
- Library of Congress Control Number: n80017873
- Nationale Bibliotheek van Letland: 000121503
- National Central Library: 002206360
- Bibliotheek van het Japanse parlement: 00334624
- Nationale Bibliotheek van Tsjechië: jn20021129006
- Nationale bibliotheek van Australië: 36599373
- Nationale Bibliotheek van Israël: 987007325610905171
- Nederlandse Thesaurus van Auteursnamen: 157405788
- SNAC: w6p00jk8
- Système universitaire de documentation: 085002984
- Trove: 1316776
- Virtual International Authority File: 116860427
- WorldCat: E39PBJyX69K86Hm4MktYQpFVG3